# 2010年亞洲運動會擊劍比賽
2010年亞洲運動會擊劍比賽，于大学城广州大学体育馆举行，设男女花剑、佩剑和重剑的个人和团体共12个小项：

## 獎牌統計
| 排名 | 国家／地区      | 金牌 | 银牌 | 铜牌 | 總數 |
| ---- | --------------- | ---- | ---- | ---- | ---- |
| 1    | 韩国（KOR）     | 7    | 2    | 5    | 14   |
| 2    | 中国（CHN）     | 4    | 4    | 8    | 16   |
| 3    | 日本（JPN）     | 1    | 3    | 4    | 8    |
| 4    | 中国香港（HKG） | 0    | 2    | 5    | 7    |
| 5    | （KAZ）         | 0    | 1    | 2    | 3    |
| 總計 | 總計            | 12   | 12   | 24   | 48   |

## 各項成績

### 男子
| 項目     | 金牌                                            | 银牌                                                                                        | 铜牌 |
| 個人花劍 | 崔秉哲（韩国）                                  | 張小倫（中国香港）                                                                          | 雷聲（中国） · 太田雄貴（日本）                                                                                    |
| 團體花劍 | 中国（CHN） · 黄良财 · 雷声 · 张亮亮 · 朱俊     | 日本（JPN） · 淡路卓 · 福田佑辅 · 千田健太 · 太田雄贵                                       | 韩国（KOR） · 崔秉哲 · 河泰圭 · 权永护 · 许俊 中国香港（HKG） · 劉國堅 · 顏冠一 · 張小倫 · 朱詠康                  |
| 個人重劍 | 金垣晋（韩国）                                  | 黎国介（中国）                                                                              | 西田祥吾（日本） · 尹练池（中国）                                                                                  |
| 團體重劍 | 韩国（KOR） · 金垣晋 · 朴倞杜 · 郑承和 · 郑镇善 | （KAZ） · 埃米尔·阿利姆扎诺夫 · 德米特里·格里亚兹诺夫 · 谢尔盖·沙巴林 · 亚历山大·阿克肖诺夫 | 日本（JPN） · 坂本圭右 · 见延和靖 · 西田祥吾 中国（CHN） · 董超 · 黎国介 · 王森 · 尹练池                           |
| 個人佩劍 | 具本佶（韩国）                                  | 仲滿（中国）                                                                                | 王敬之（中国） · 吳恩錫（韩国）                                                                                    |
| 團體佩劍 | 中国（CHN） · 蒋科律 · 刘晓 · 王敬之 · 仲满     | 韩国（KOR） · 金政焕 · 具本佶 · 吴恩锡 · 元禹宁                                             | （KAZ） · 然谢里克·图尔雷别科夫 · 叶夫根尼·弗罗洛夫 · 叶拉利·季连希耶夫 日本（JPN） · 工藤伸也 · 山本幸治 · 小川聪 |

### 女子
| 項目     | 金牌                                            | 银牌                                            | 铜牌 |
| 個人花劍 | 南賢喜（韩国）                                  | 陳錦燕（中国）                                  | 戴慧莉（中国） · 全希淑（韩国） |
| 團體花劍 | 韩国（KOR） · 南贤喜 · 全希淑 · 吴荷娜 · 徐美净 | 日本（JPN） · 池瑞花奈惠 · 吉泽千惠 · 西冈诗穗  | 中国（CHN） · 陈锦燕 · 戴慧莉 · 乐慧林 · 施云 中国香港（HKG） · 連寶香 · 劉曉為 · 張顥瓊 · 鄭曉為                                                   |
| 個人重劍 | 駱曉娟（中国）                                  | 中野希望（日本）                                | 許安琪（中国） · 楊翠玲（中国香港） |
| 團體重劍 | 日本（JPN） · 池田惠 · 下大川绫华 · 中野希望    | 中国（CHN） · 骆晓娟 · 孙玉洁 · 许安琪 · 尹明芳 | 韩国（KOR） · 朴世摞 · 申雅岚 · 吴润熙 · 郑孝正 中国香港（HKG） · 呂慧妍 · 楊翠玲 · 張淅蕾 · 鄭玉嫻                                                 |
| 個人佩劍 | 金惠琳（韩国）                                  | 歐倩瑩（中国香港）                              | 金金和（韩国） · 谭雪（中国） |
| 團體佩劍 | 中国（CHN） · 包盈盈 · 陈晓冬 · 譚雪 · 朱敏     | 韩国（KOR） · 金惠琳 · 金金和 · 李羅振 · 李佑里 | （KAZ） · 阿利娅·别克圖爾加諾娃 · 阿納斯塔西娅·吉馬丁諾娃 · 塔瑪拉·波切庫托娃 · 尤利娅·日維察 中国香港（HKG） · 方怡德 · 林衍蕙 · 歐倩瑩 · 歐陽慧心 |